# Kościół Matki Bożej Śnieżnej w Velkich Kuněticach
Kościół Matki Bożej Śnieżnej w Velkich Kuněticach (czes. Kostel Panny Marie Sněžné ve Velkých Kuněticích) – rzymskokatolicki kościół parafialny zlokalizowany we wsi Velké Kunětice w kraju ołomunieckim (Czechy). Funkcjonuje przy nim lokalna parafia. 3 maja 1958 obiekt został wpisany do rejestru zabytków pod numerem ÚSKP 19762/8-1185.

## Historia i architektura
Kościół pochodzi z okresu średniowiecza, jednak obecny wygląd zawdzięcza przebudowie z drugiej połowy XVII wieku. Orientowana, kamienno-ceglana świątynia składa się z nawy, prezbiterium, zakrystii za prezbiterium i kaplic bocznych. Prezbiterium od nawy oddziela półokrągły łuk tęczowy. Elewacje są gładkie, z gzymsem. Nawa przykryta jest płaskim stropem. Kościół nakryty jest dachem czterospadowym krytym łupkiem. Czworoboczna, piętrowa wieża przylega od zachodu i kryta jest dachem hełmowym (łupek). We wnętrzu znajduje się nagrobek z 1514.
Świątynię otacza cmentarz, a prowadzi doń ceglana, otynkowana brama z metalowymi wrotami, z wjazdem pod półokrągłymi łukami. W płycinie nad przejazdem umieszczono obraz na desce przedstawiający osoby Trójcy Świętej. Brama zawiera pomieszczenie gospodarcze.

## Galeria

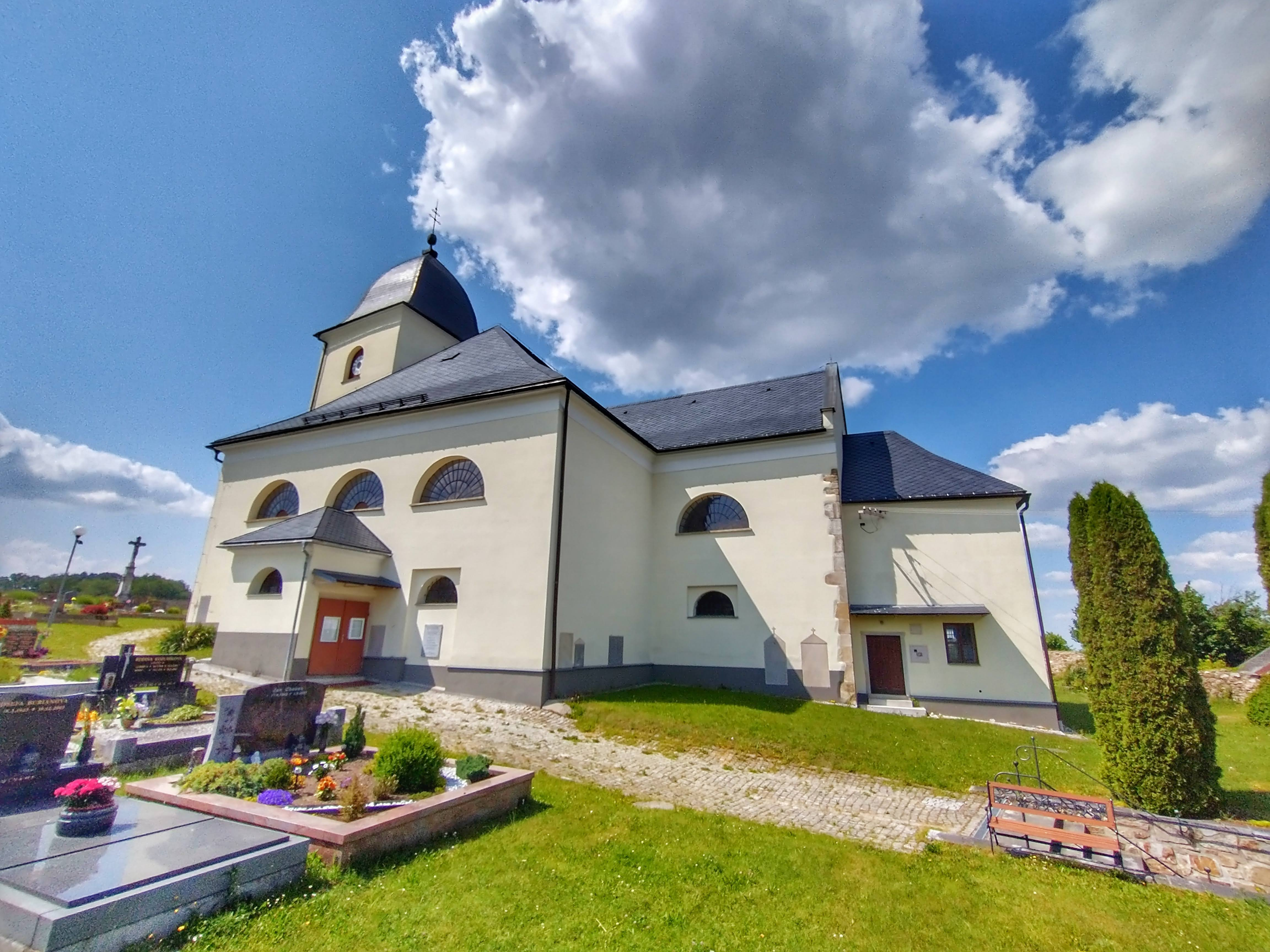
Elewacja boczna
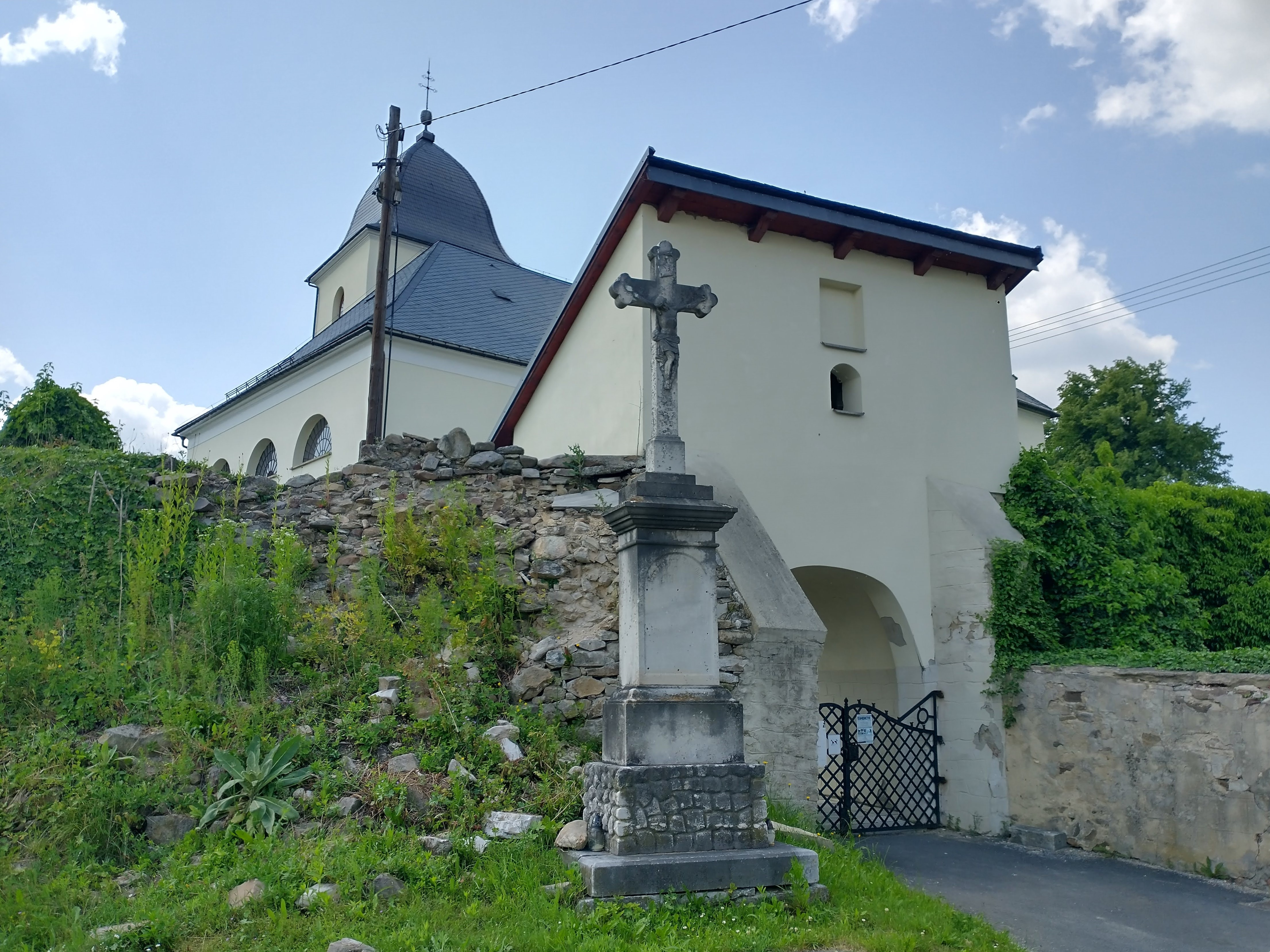
Budynek bramny
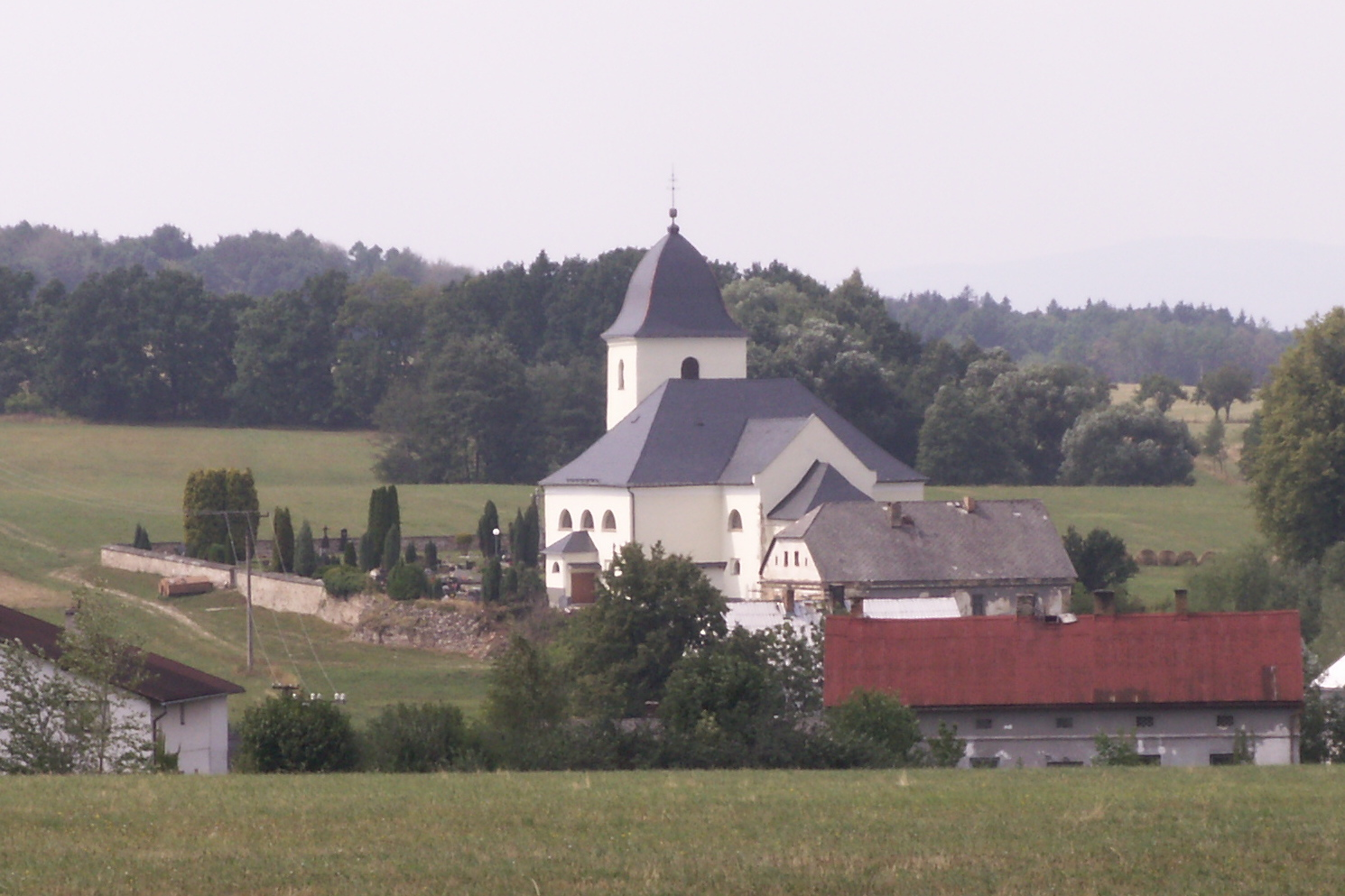
Obiekt w pejzażu